# Llista de personatges de Yu-Gi-Oh! Zexal
Aquesta és la llista de personatges de Yu-Gi-Oh! Zexal, extret del manga de Naoto Miyashi.

## Personatges principals
Yuma Tsukumo (九十九遊馬, Tsukumo Yūma)
El protagonista és un noi una mica maldestre, tossut i enèrgic, menystingut a l'escola i en duels, però que sempre accepta tots els desafiaments i no es rendeix mai: aquest comportament s'anomena d’ell "Kattobing", traduït a l'italià amb l'expressió "energia màxima!". El seu somni és convertir-se en un campió dels duels, tot i que la seva germana gran Kari està inicialment en contra, i utilitza una baralla amb monstres mixtes que li va donar el seu pare: aquest també li va donar la clau de l'emperador, que li permet obrir la porta cap a la Dimensió Astral. Està enamorat de la seva companya de classe Tori. Amb el pas del temps, comença a dominar més la seva baralla i a guanyar duels amb més facilitat. La seva carta més important és Number 39: Utopia, que al llarg de les dues sèries experimenta moltes transformacions, gràcies també al poder Zexal, que permet a Yuma fusionar la seva ànima amb la d’Astral i enfortir la seva carta Number amb les Zexal Weapons, i posteriorment el servidor Zexal.
Astral (アストラル, Asutoraru)
El número original, prové del món astral i resideix a la clau de l'emperador. Inicialment, només Yuma, Tron i Hart el poden veure o escoltar, però després del duel amb el Doctor Faker també Kite, Shark, Tori i més tard Rio en són capaços. És un geni dels duels i ofereix la seva experiència a Yuma, de la qual falten tàctiques de duel, per obtenir els noranta-nou números, fragments de la seva memòria que van desaparèixer quan va conèixer Yuma en sortir de la seva dimensió. Ell i Yuma no sempre es porten bé, però la seva col·laboració dona resultats sorprenents. Igual que els números que componen la seva memòria, pot prendre el control del cos i la ment dels altres, però només intenta una vegada amb Yuma al principi, fracassant. A la primera sèrie descobreix que la seva missió és destruir la Terra, mentre que a la segona, com els Barians, ha de trobar el Code Numeron, una mena de carta divina que va crear el seu món i el Barian, i reescriu els esdeveniments segons a voluntat de qui en té possessió. Astral l’utilitza per tornar a la vida de tots aquells que van morir durant la guerra entre els tres mons.
Reginald "Shark" Kastle (神代凌牙「シャーク」, Kamishiro Ryōga "Shāku") / Nash (ナッシュ, Nasshu)
El rival de Yuma, de qui es fa amic durant la sèrie, és un campió de duels i rep el sobrenom de tauró per la seva coberta formada per monstres del tipus peix-aigua. Després de l’incident de la seva germana Rio, participa al torneig nacional de Duel Monsters, volent mantenir la fatal promesa, la de poder guanyar, però queda desqualificat durant la final per haver mirat les cartes de l’adversari abans de començar el duel. Després d'aquesta decepció, s'uneix a un grup de matons, però després pren partit amb Yuma i torna a l'escola. En una vida passada, va ser Nash, líder dels set emperadors barians, a qui Vector va fer desaparèixer per ocupar el seu lloc com a líder. Després de redescobrir la seva naturalesa bariana, decideix tornar al lideratge del món barià. És l’únic emperador barià no absorbit per Don Mil i els records originals dels quals no han estat modificats. Després del duel final de Yuma i Astral, lliura els números restants a Astral abans de dissoldre's. Més tard, ell i els altres emperadors tornen a la vida pel poder del Codi Numeron.
Kite Tenjo (Tenjo Kaito)
Un noi malhumorat que no agrada obtenir ajuda, és un caçador de monstres numèrics per al Doctor Faker perquè vol ajudar al seu germà malalt Hart, a qui li preocupa molt. Ajudat pel robot Orbital, pot aturar el temps per a qualsevol persona menys els propietaris de Number Monsters. Utilitza un joc de fotons i la seva carta principal és Galaxy-Eyes Photon Dragon, que més tard evoluciona a Neo Galaxy-Eyes Photon Dragon gràcies als poders de Hart. Després del Carnaval Mundial dels Duels es fa amic de Yuma i, ja que aquest últim, en derrotar a Tron, ha recuperat la salut de Hart, ja no ha de recollir els números. A la segona sèrie, ajudeu Yuma a lluitar contra els barians i entreu en rivalitat amb Mizar, un dels set emperadors, per decidir quin d'ells és el mestre dels monstres Galaxy-Eyes. Kite també apareix a Yu-Gi-Oh! Arc-V.
Tori Meadows (観月 小鳥, Mizuki Kotori)
És companya de classe i amiga de la infància de Yuma. Tot i que no és duelista, posseeix un D-Gazer i sempre està al costat de Yuma, de qui està enamorada. És intel·ligent i bona amb els ordinadors i rivalitza amb Cathy per l’afecte de Yuma. Dueleu una vegada amb Cathy durant el Torneig Duel Sport sota la hipnosi de Girag, utilitzant una baralla tipus Fairy, però duelareu altres vegades.
Bronk Stone (武田 鉄男, Takeda Tetsuo)
Amic de Yuma i bon duelista, ha derrotat a Yuma moltes vegades. Sovint munta un monopatí i té una germana gran que va anar a l'institut amb la Kari; al llarg de la sèrie, està enamorada de Rio, la germana de Shark. La seva coberta està formada per monstres mecànics de tipus joguina.
Hart Tenjo (天城 ハルト, Tenjō Haruto)
germà petit de Kite, pot crear camins cap a altres realitats i utilitza la seva habilitat per atacar el Món Astral amb les escombraries de Heartland; no té cap record del seu passat i posseeix un gran poder destructiu. Es va recuperar de la seva malaltia gràcies a la Yuma.
Rio Kastle (神代璃緒, Kamishiro Rio) / Marin (メラグ, Meragu, Merag)
És la germana bessona d'en Shark, que va resultar greument ferida en un incendi provocat per una carta jugada per Quatre durant un duel, però després es recupera i comença a assistir a l'escola de la Yuma. És una noia tranquil·la, encantadora i amb grans habilitats atlètiques, qualitats que criden l'atenció de tots els nois de l'escola, especialment de Bronk; ella, però, és bastant irritable i severa, i té por dels gats. La seva coberta està formada per monstres tipus Bèstia alada amb atribut Aigua i tracta de gel. En una vida passada va ser la Marin, la germana de Nash i la segona líder dels Emperadors Barians, feta desaparèixer per Vector per evitar que aspirava al títol de líder. Després d'haver redescobert els seus orígens barians, torna amb Shark al món barian. Després de la traïció de Vector, és desafiada per aquest últim a un duel al costat de Dumon, però tots dos són derrotats i absorbits per Don Thousand. Després del duel final de Yuma i Astral, ella i els altres emperadors tornen a la vida gràcies al poder del Codi Numeron.